# Turmhügel Beim Kistlerbauern
Der Turmhügel Beim Kistlerbauern ist eine abgegangene hochmittelalterliche Turmhügelburg (Motte) etwa 275 Meter nordnordöstlich der Ortsmitte von Großpienzenau, einem Gemeindeteil der Gemeinde Weyarn im Landkreis Miesbach in Bayern. Die Anlage wird als Bodendenkmal unter der Aktennummer D-1-8136-0034 als „Turmhügel des hohen Mittelalters (‚Burg Altpienzenau‘)“ geführt. 
Vermutlich war die bis 1560 erhaltene Burg, eine ehemals kegelförmige Motte auf künstlich erhöhtem Hügel mit Turm, der ursprüngliche Stammsitz der Herren von Pienzenau. Die Burg wird um 1065 als „Bientzenova arx“ genannt. Als späterer Stammsitz ist die Burg Pienzenau anzunehmen. Heute zeugt von der ehemaligen Burganlage nur noch der Rest eines Burghügels von 50 m Durchmesser mit eingeebnetem Ringgraben. Die Burgstelle ist heute bewaldet.